# Reza (pel·lícula)
Reza (رضا) és una pel·lícula dramàtica iraniana dirigida, escrita i protagonitzada per Alireza Motamedi. Es va projectar per primera vegada el 2018 al 36è Festival Internacional de Cinema de Fajr.

## Sinopsi
Reza i Fati decideixen divorciar-se després de nou anys de casats. Segons la Llei Islàmica, disposen de tres mesos i nou dies per poder revocar el divorci si s'ho repensen. Reza, tot i que encara l'estima, és decidit a canviar de vida i marxa a Esfahan a escriure un llibre sobre llegendes perses. La Fati, però, no vol modificar la seva vida.

## Repartiment
- Alireza Motamedi - Reza
- Sahar Dolatshahi - Fati
- Reza Davoodnejad
- Javad Safaee i- Ministre
- Setareh Pasyani - Wazir
- Afsar Asadi
- Farzam - Nima

## Crítica
Deborah Young, una periodista de Hollywood que va veure la pel·lícula al Festival Internacional de Cinema de Fajr, va descriure en una nota que la "iniciativa obsessiva de pel·lícules com Reza" era "un senyal de la modernitat del cinema iranià". Va continuar dient que la prolongació dels plans de la pel·lícula és avorrit. Majid Eslami va qualificar la pel·lícula com "una de les primeres pel·lícules més emocionants" dels darrers anys al cinema iranià i va descriure el seu disseny escènic com "brillant"

## Nominacions i premis
- Asian Film Festival Barcelona 2019 - Millor pel·lícula de la secció oficial.[12]
- Festival de Cinema de Belfort Entrevues 2018 - Premi Ciné+ Distribution Support[13]
- Festival de Cinema de Mumbai 2018 - Menció especial[14]